# Raveniola zonsteini
Espèce
Raveniola zonsteini est une espèce d'araignées mygalomorphes de la famille des Nemesiidae.

## Distribution
Cette espèce est endémique de la province du Nouristan en Afghanistan,. Elle se rencontre vers Kamdesh.

## Description
Le mâle holotype mesure 16,50 mm.

## Systématique et taxinomie
Cette espèce a été décrite par Zamani et Fomichev en 2025.

## Étymologie
Cette espèce est nommée en l'honneur de Sergey L. Zonstein.

## Publication originale
- Zamani & Fomichev, 2025 : « Four new species of Mygalomorphae (Araneae) from Tajikistan and Afghanistan. » Journal of Natural History, vol. 59, no 13/16, p. 775-793.